# Uiteenvallen van de Sovjet-Unie

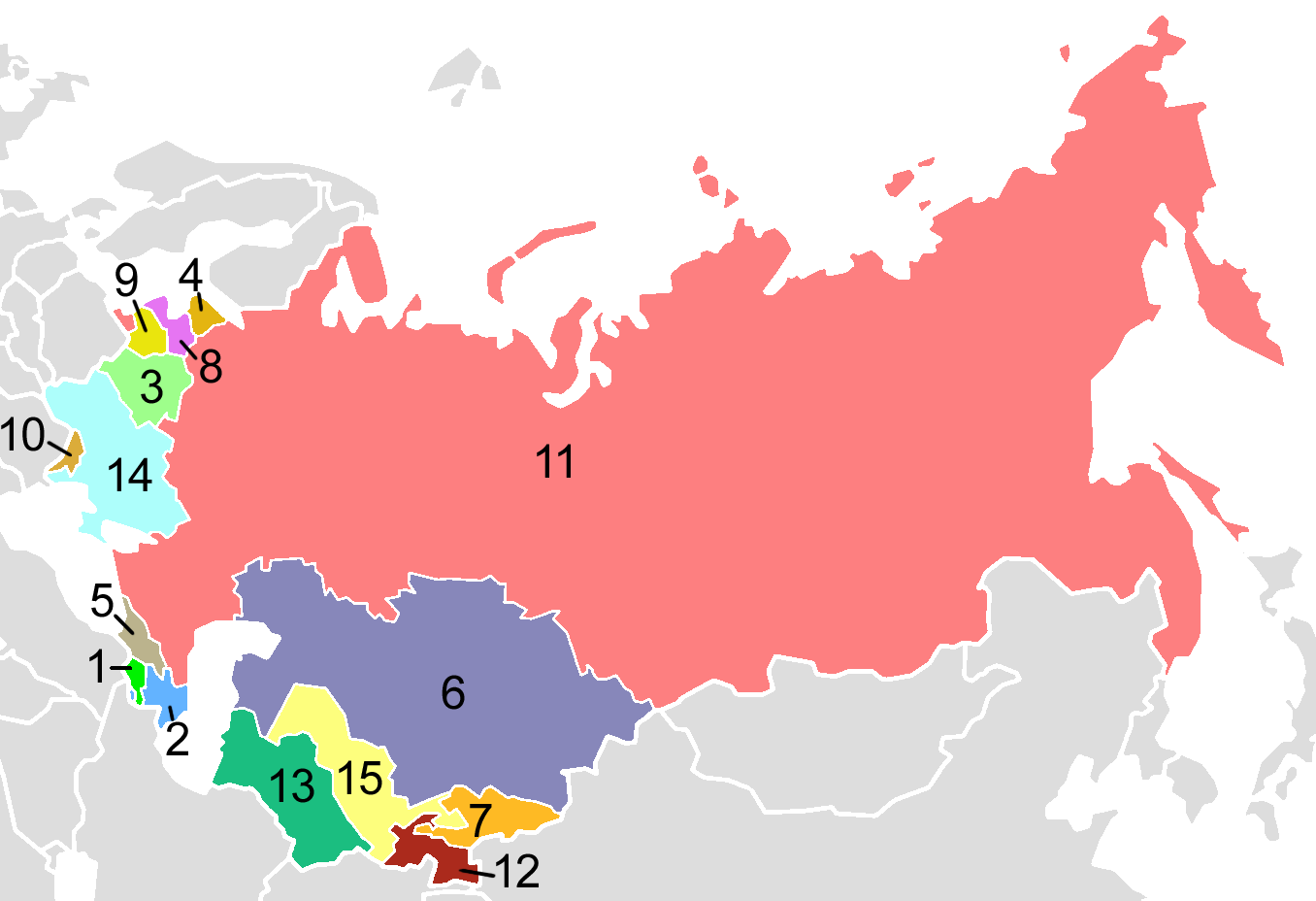
Voormalige Sovjetstaten:
1. Armenië,
2. Azerbeidzjan,
3. Wit-Rusland,
4. Estland,
5. Georgië,
6. Kazachstan,
7. Kirgizië,
8. Letland,
9. Litouwen,
10. Moldavië,
11. Rusland,
12. Tadzjikistan,
13. Turkmenistan,
14. Oekraïne,
15. Oezbekistan

Het uiteenvallen van de Sovjet-Unie is een van de belangrijkste gebeurtenissen uit de late 20e eeuw, alsmede een van de belangrijkste gebeurtenissen uit de geschiedenis van Rusland. Het uiteenvallen van deze supermacht was het gevolg van een reeks gebeurtenissen tussen 19 januari 1990 en 31 december 1991. Deze waren op hun beurt een gevolg van het verzwakken en stagnatie van de Sovjet-Unie in de nadagen van Leonid Brezjnev en het beleid van 'glasnost' (openheid) en 'perestrojka' (hervorming) van Sovjetleider Gorbatsjov. Verschillende socialistische sovjetrepublieken grepen dit aan op de golven van oplevend nationalisme om hun onafhankelijkheid uit te roepen, waarna uiteindelijk eind 1991 de Sovjet-Unie ontbonden werd.

## Verloop
In februari 1990 stemde het Centraal Comité van de Communistische Partij van de Sovjet-Unie toe om hun eenpartijstelsel op te geven. In de weken daarop ontstonden nieuwe, republikeinse en volksnationalistische partijen. Bij hun eerste verkiezingsdeelname wonnen deze partijen vele zetels.
In januari 1990 bezocht president Michail Gorbatsjov de Litouwse hoofdstad Vilnius als reactie op de oprichting van de onafhankelijkheidsbeweging in de Litouwse Socialistische Sovjetrepubliek (Litouwse SSR) op 3 juni 1988. Op 11 maart 1990 verklaarde de Litouwse SSR, geleid door Vytautas Landsbergis, zich onafhankelijk van de Sovjet-Unie. Het Sovjetleger probeerde dit tegen te houden, onder andere door een economische blokkade op te leggen.
Op 30 maart 1990 verklaarde de Estlandse hoge raad dat de bezetting van de Estische Socialistische Sovjetrepubliek (Estische SSR)  door de Sovjets illegaal was, en startte een actie om ook onafhankelijk te worden. Op 4 mei 1990 begon een soortgelijke actie in de Letse Socialistische Sovjetrepubliek (Letse SSR).

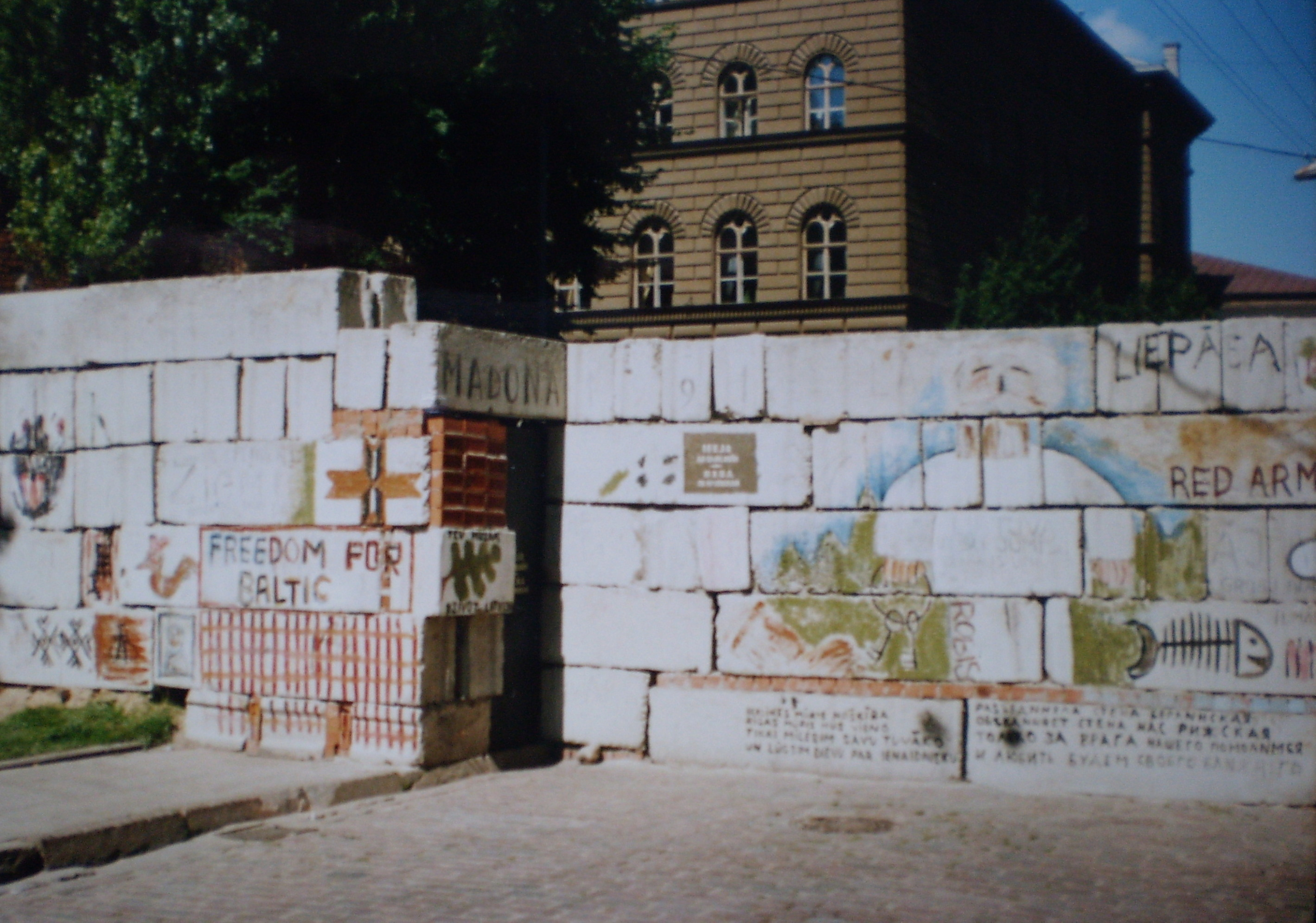
Barricade in Riga om te voorkomen dat het Sovjetleger het Letse parlement kon bereiken, juli 1991

Op 13 januari 1991 bestormden Sovjettroepen samen met de Alfagroep van de KGB's Spetsnaz-commando's de televisietoren van Vilnius in een poging om de nationalistische media daar de mond te snoeren. Veertien burgers werden hierbij gedood en talloze anderen raakten gewond. Later die maand braken anti-Sovjetprotesten uit in de Georgische Socialistische Sovjetrepubliek (Georgische SSR), waar in april 1989 ook al anti-Sovjet demonstraties waren gehouden, die gewelddadig door het Rode Leger waren onderdrukt.
Op 17 maart 1991 werd in een referendum gestemd voor hervorming van de Sovjet-Unie. Armenië, Georgië, en Moldavië boycotten het referendum. Georgië hield in die maand zelf een referendum over haar toekomst in de Sovjet-Unie en verklaarde zich op 9 april 1991 onafhankelijk. Op 12 juni 1991 won Boris Jeltsin met 57% van de stemmen de Russische presidentsverkiezingen van 1991. Daarmee versloeg hij Gorbatsjovs favoriete kandidaat, Nikolaj Ryzjkov.
In de nacht van 31 juli 1991 vielen Russische OMON-commando's uit Riga de Litouwse grens aan en vermoordden zeven grenswachters. Dit verzwakte de positie van de Sovjet-Unie zowel nationaal als internationaal nog verder. Gorbatsjov kreeg steeds meer te maken met separatisme binnen de Sovjet-Unie. Hij probeerde dit tegen te gaan door de republikeinen meer hun zin te geven en van de Sovjet-Unie een land met individuele staten geleid door één algemene president (confederatie), te maken. Dit viel niet bij iedereen in goede aarde. In augustus 1991 vond als gevolg hiervan de Augustusstaatsgreep in Moskou plaats, waarbij een aantal leden van de regering van de Sovjet-Unie de macht van het land over probeerden te nemen van Gorbatsjov. De staatsgreep mislukte en leidde tot veel protesten, aangevoerd door Jeltsin. De plegers van de staatsgreep werden gearresteerd.
De laatste stap in het uiteenvallen van de Sovjet-Unie werd gezet in december 1991, toen ook in Oekraïne massaal werd gestemd voor afscheiding van de Sovjet-Unie. Op 8 december 1991 kwamen de leiders van Rusland, Oekraïne, en Wit-Rusland bij elkaar voor het ondertekenen van het Akkoord van Białowieża. Dit was het einde van de Sovjet-Unie.
Op 17 december 1991 tekenden twaalf van de vijftien Sovjetstaten in Den Haag het Energiehandvestverdrag als soevereine staten. Op 25 december viel het definitieve doek voor de Sovjet-Unie toen Gorbatsjov als leider aftrad en de macht overdroeg aan Boris Jeltsin, de president van de Russische Federatie.

## Gevolgen
Het uiteenvallen van de Sovjet-Unie was een van de grootste en meest plotselinge verliezen van grondgebied in de geschiedenis van Rusland. Tussen 1990 en 1992 verloor Rusland ongeveer een kwart van het grondgebied dat het via de Sovjet-Unie controleerde. Het uiteenvallen van de Sovjet-Unie betekende een grote tegenslag voor de economie van Cuba. Het land verloor 80% van zowel de import als de export, waarbij tevens het bruto nationaal product met 34% daalde. Vooral de invoer van voedsel en medicijnen nam sterk af.

## Nieuwe landen

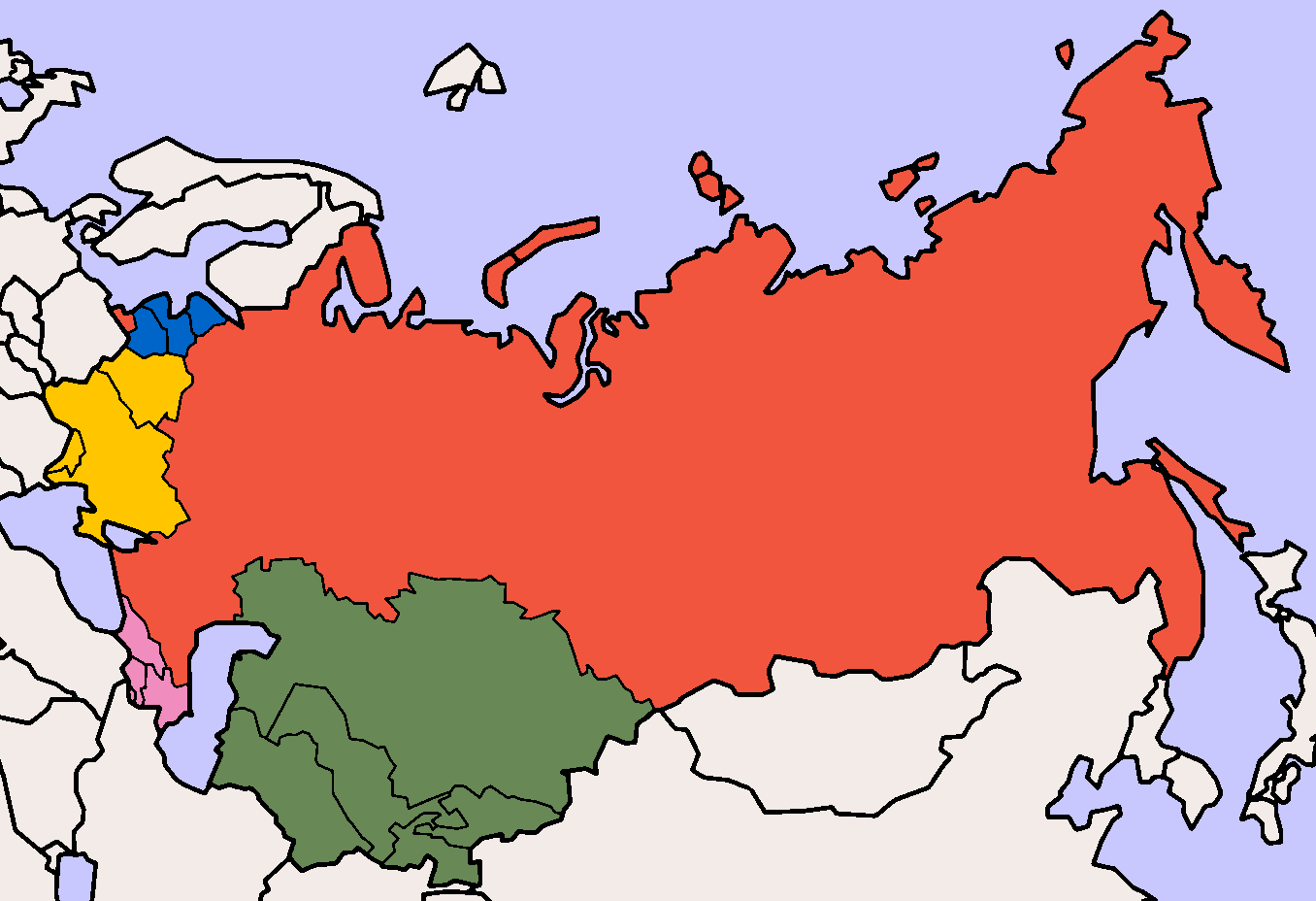
Rusland
Centraal-Azië
Oost-Europa
Baltische staten
Zuidelijke Kaukasus

Tijdens het uiteenvallen van de Sovjet Unie verklaarden de vijftien sovjetstaten zich vanaf 1990 stuk voor stuk onafhankelijk van de Sovjet-Unie met inachtneming van de grenzen die toen tussen de sovjetrepublieken golden. De onafhankelijkheidsverklaring werd voorafgegaan door een soevereiniteitsverklaring, die de grondwet van de betreffende sovjetrepubliek boven de federale grondwet van de Sovjet-Unie plaatste. Alleen Armenië deed dit niet. De centraal-Aziatische sovjetrepublieken, waar geen nationalistische afscheidingsgevoelens waren volgden pas nadat de Russische SFSR tot deze stap over was gegaan. Voor deze landen was dit vooral een manier om niet buiten de boot van onderhandelingen te vallen.
De staatkundige scheuring van de Sovjet Unie werd voornamelijk gedreven door de drie Baltische republieken en de drie Transkaukasische republieken. Na de staatsgreep in augustus 1991 tegen Michail Gorbatsjov versnelde het proces van onafhankelijkheidsverklaringen. Kazachstan was het laatste land dat zich onafhankelijk verklaarde. In zeven sovjetrepublieken werden referenda gehouden over de onafhankelijkheid. Met uitzondering van Georgië vonden deze pas na de onafhankelijkheidsverklaring plaats. In Azerbeidzjan werd het referendum door de feiten ingehaald: de Sovjet-Unie was toen inmiddels formeel opgehouden te bestaan. 
De drie Baltische staten werden nog voor het formele einde van de Sovjet-Unie toegelaten tot de Verenigde Naties. Oekraïne en Wit-Rusland waren al als sovjetrepubliek sinds 1945 lid van de VN, en Rusland nam de zetel over van de Sovjet-Unie. De andere landen volgden op 2 maart 1992, met Georgië als laatste op 31 juli 1992. Gedurende 1991 en 1992 ging dat land door een instabiele fase met een bloedige coup precies tijdens het einde van de Sovjet-Unie en daarna de burgeroorlog in Zuid-Ossetië. Het land kreeg het vertrouwen van de Verenigde Naties toen de gerespecteerde voormalige buitenlandminister van de Sovjet-Unie Edoeard Sjevardnadze vanaf maart 1992 Georgië ging leiden en in juli 1992 een vredesbestand over Zuid-Ossetië overeenkwam met de Russische president Boris Jeltsin.
De landen van de voormalige Sovjet-Unie worden sinds het uiteenvallen veelal aangeduid met 'voormalige Sovjetlanden' of 'post-Sovjetlanden'. Een aantal van deze landen probeert zich te ontworstelen aan deze terminologie. De vijftien landen worden vaak verdeeld in vijf groepen, gebaseerd op de ligging, geografische- en culturele eigenschappen en de geschiedenis van de staten ten opzichte van Rusland. 
| Armenië                              | Jerevan   |             | 23 aug 1990 | 21 sep 1991 | 2 maa 1992  | Zuidelijke Kaukasus       |
| Azerbeidzjan                         | Bakoe     | 23 sep 1989 | 30 aug 1991 | 29 dec 1991 | 2 maa 1992  | Zuidelijke Kaukasus       |
| Estland                              | Tallinn   | 16 nov 1988 | 30 maa 1990 | 3 maa 1991  | 17 sep 1991 | Balticum                  |
| Georgië                              | Tbilisi   | 18 nov 1989 | 9 apr 1991  | 31 maa 1991 | 31 jul 1992 | Zuidelijke Kaukasus       |
| Kazachstan                           | Astana    | 25 okt 1990 | 17 dec 1991 |             | 2 maa 1992  | Centraal-Azië             |
| Kirgizië                             | Bisjkek   | 24 okt 1990 | 31 aug 1991 |             | 2 maa 1992  | Centraal-Azië             |
| Letland                              | Riga      | 28 jul 1989 | 4 mei 1990  | 3 maa 1991  | 17 sep 1991 | Balticum                  |
| Litouwen                             | Vilnius   | 18 mei 1989 | 11 maa 1990 | 9 feb 1991  | 17 sep 1991 | Balticum                  |
| Moldavië                             | Chisinau  | 23 jun 1990 | 27 aug 1991 |             | 2 maa 1992  | Oost-Europa               |
| Oekraïne                             | Kiev      | 16 jul 1990 | 24 aug 1991 | 1 dec 1991  | 24 okt 1945 | Oost-Europa               |
| Oezbekistan                          | Tasjkent  | 20 jun 1990 | 31 aug 1991 |             | 2 maa 1992  | Centraal-Azië             |
| Rusland                              | Moskou    | 12 jun 1990 | 12 dec 1991 |             | 24 okt 1945 | Oost-Europa en Noord-Azië |
| Tadzjikistan                         | Doesjanbe | 24 aug 1990 | 9 sep 1991  |             | 2 maa 1992  | Centraal-Azië             |
| Turkmenistan                         | Asjchabad | 22 aug 1990 | 26 okt 1991 |             | 2 maa 1992  | Centraal-Azië             |
| Wit-Rusland                          | Minsk     | 27 jul 1990 | 25 aug 1991 |             | 24 okt 1945 | Oost-Europa               |
| Bron data: Walker, Verenigde Naties. |           |             |             |             |             |                           |

### Afscheidingsstaten
Tijdens het uiteenvallen van de Sovjet-Unie riepen verschillende autonome gebieden de onafhankelijkheid uit. Deze zelfverklaarde landen worden internationaal niet of nauwelijks erkend.
Begin 2000, enkele maanden na het begin van de Tweede Tsjetsjeense Oorlog, verloor de republiek Itsjkerië het gezag over haar territorium en sindsdien is haar regering in ballingschap. Het gebied staat sindsdien onder Russisch gezag. Abchazië en Zuid-Ossetië worden feitelijk door Rusland bezet. In 2023 verloor de zelfverklaarde republiek Nagorno-Karabach de controle over haar gebied en hield feitelijk op te bestaan. De regering ervan ging in ballingschap in Armenië.
| Vlag                            | Land             | Hoofdstad   | Verklaring onafhankelijkheid | Afscheidng van | Regio                | Opmerking                                   |
| ------------------------------- | ---------------- | ----------- | ---------------------------- | -------------- | -------------------- | ------------------------------------------- |
|                                 | Abchazië         | Soechoemi   | 12 okt 1999                  | Georgië        | Zuidelijke Kaukasus  |                                             |
|                                 | Transnistrië     | Tiraspol    | 2 sep 1990                   | Moldavië       | Oost-Europa          |                                             |
|                                 | Zuid-Ossetië     | Tschinvali  | 29 mei 1992                  | Georgië        | Zuidelijke Kaukasus  | Sinds 2017 Zuid-Ossetië - Staat van Alanië. |
| Voormalige afscheidingsgebieden |                  |             |                              |                |                      |                                             |
|                                 | Nagorno-Karabach | Stepanakert | 6 jan 1992                   | Azerbeidzjan   | Zuidelijke Kaukasus  | Sinds 2017 ook wel Republiek Artsach.       |
|                                 | Itsjkerië        | Grozny      | 1 nov 1991                   | Rusland        | Noordelijke Kaukasus | Volledig Tsjetsjeense Republiek Itsjkerië.  |

## Nostalgie
In met name Rusland heerst nostalgie naar het voormalige almachtige rijk. Volgens een peiling in 2006 van het Russische bureau VCIOM vond 66% van de Russische bevolking het jammer dat de Sovjet-Unie uiteengevallen was. In 2019 peilde het gerenommeerde Russische bureau Levada ook 66%. In Oekraïne zijn de gevoelens voor nostalgie voor de Sovjet-Unie gezakt van 50% in 2004, via 35% in 2016 na de Russische annexatie van de Krim en de oorlog in de Donbas, naar 11% in 2022.

## Intergouvernementele organisaties
Na het uiteenvallen van de Sovjet-Unie ontstonden er verschillende samenwerkingsverbanden tussen de nieuwe onafhankelijke landen.
- Gemenebest van Onafhankelijke Staten (GOS), samenwerkingsverband van een groot deel van de voormalige Sovjetrepublieken
- Baltische Assemblee, samenwerkingsraad van Baltische staten
- Euraziatische Economische Unie, economisch samenwerkingsverband
- GUAM, organisatie om Russische invloed tegen te gaan
- Organisatie voor het Verdrag inzake Collectieve Veiligheid (CSTO), militair bondgenootschap
- Unie van Rusland en Wit-Rusland, samenwerkingsraad van Rusland en Wit-Rusland